# Адальберт Атто (граф Каноссы)
Адальберт Атто (Адальберто Аццо; итал. Adalbert Atto, Adalberto Azzo; умер13 февраля 988) — первый граф Каноссы, основатель Каносской династии, игравшей важную роль в истории Италии XI века.

## Биография

### Правление
Исторические источники называют Адальберта Атто сыном Сигифреда из Лукки. Он состоял на службе у епископа Реджо Аделарда.
В 951 году в его замке Каносса укрывалась от преследователей королева Италии Адельгейда после бегства из замка Гарда, в который заточил её Беренгар II. После этого карьера Адальберта Атто пошла в гору. В 958 году он получил титул графа.
С 962 года упоминается как граф Реджо и Модены (comes Regensis sive Mutinensis). Он делил власть с епископами, которые считались comes civitatis (графами города, включая территорию в радиусе 3-4 миль от городской черты), а Адальберт Атто как comes comitatus управлял всей остальной территорией их диоцезов.
В 977 году упомянут как граф Мантуи на тех же условиях: comes comitatus Mantuanensis. В 984 году назван маркграфом.
Когда герцог Баварии Генрих II был провозглашен королём Италии, он передал Адальберту Атто Парму, Пьяченцу, Бергамо, Кремону и Брешию. Однако пребывание Генриха Баварского на королевском троне было кратковременным.
В 961 году Адальберт Атто основал в Каноссе монастырь (с 971 года — монастырь Сан-Антонио). Также он построил монастырь в Брешелло.

### Семья
Адальберт Атто был женат на Ильдегарде (ум. 982), возможно — из рода Суппонидов. У них было трое сыновей и дочь:
- Гофред, епископ Бреши 970/988 года
- Тедальд — граф Каноссы
- Родольф (ум. 973/974), умер раньше отца
- Прангарда, жена Манфреда I Сузского